# Walter Bredendiek

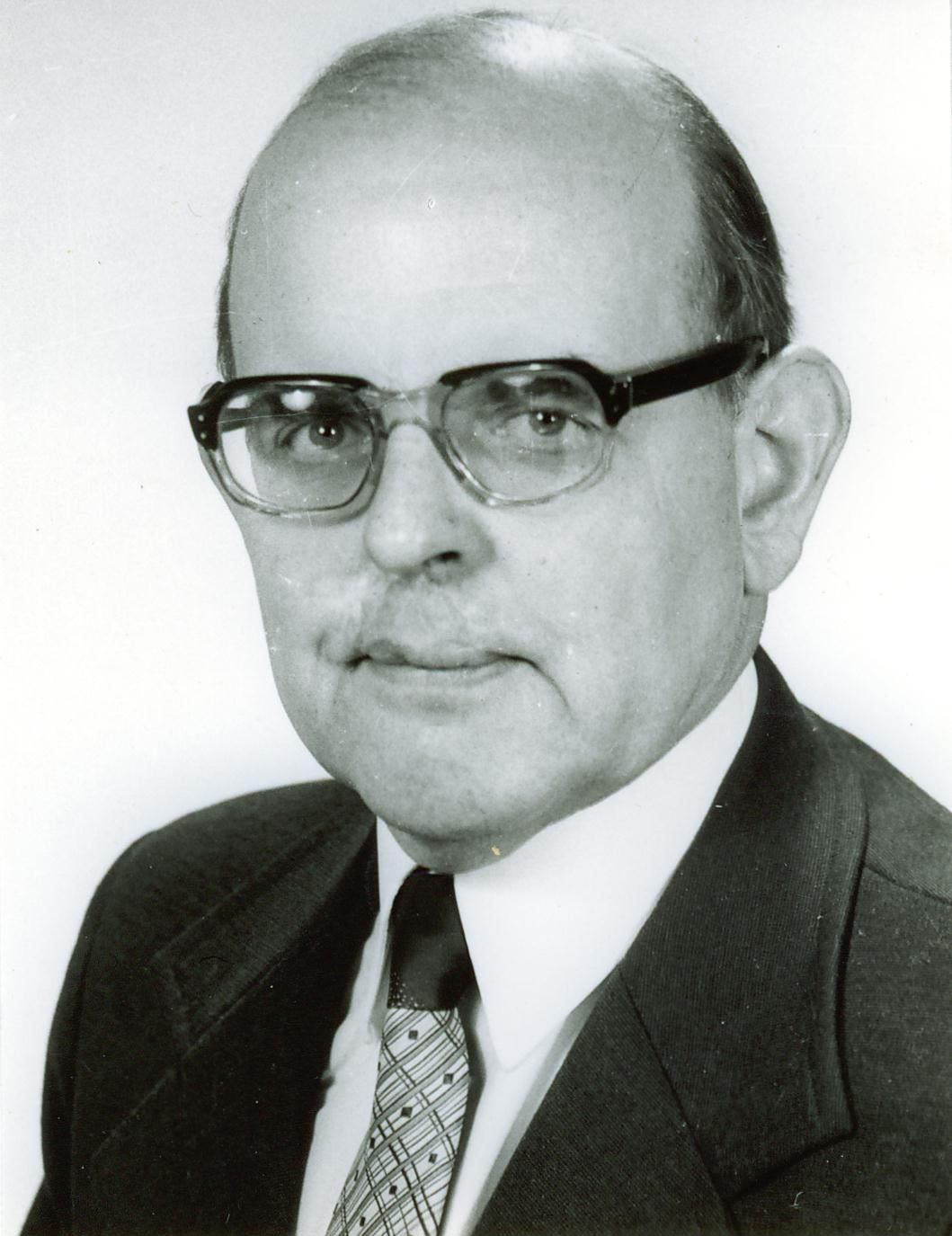
Walter Bredendiek

Walter Otto Wilhelm Bredendiek (* 7. April 1926 in Swinemünde; † 26. Juli 1984 in Berlin) war ein deutscher Theologe, Hochschullehrer für Kirchengeschichte und Funktionär der DDR-CDU.

## Leben
Der Sohn eines Lehrerehepaares wuchs nach dem frühen Tod der Eltern im uckermärkischen Gramzow bei Prenzlau auf. Er besuchte die Grundschule in Swinemünde, die Oberschulen in Swinemünde, Cammin in Pommern und Angermünde, wo er 1943 seine Reifeprüfung ablegte. Nachdem er an der Berliner Universität ein Semester Geschichte und Germanistik studiert hatte, wurde er 1943 zum Reichsarbeitsdienst und 1944 zur Wehrmacht eingezogen. Nach der Entlassung aus der amerikanischen Kriegsgefangenschaft im Herbst 1945 studierte er ein Semester Evangelische Theologie in Hamburg. Aus persönlichen Gründen ging er 1946 nach Gramzow zurück und wurde dort zunächst Neulehrer und später stellvertretender Schulleiter. Seine erste Lehrerprüfung bestand er 1947 mit sehr guter Benotung. Anschließend studierte er an der Berliner Humboldt-Universität Pädagogik, Geschichte und Germanistik und schloss dieses Studium 1950 mit ausgezeichnetem Ergebnis ab.
1947 trat Bredendiek, der vorher LDP-Mitglied gewesen war, der Ost-CDU bei. Im Sommer 1948 wurde er Hochschulreferent und Jugendvertreter im Ost-Berliner Landesvorstand der CDU, der sich als Arbeitskreis aus dem Gesamtberliner Landesverband ausgegliedert hatte, sowie CDU-Vertreter im Demokratischen Block der Berliner Universität. Mitte Juli 1948 wurde er Vorsitzender des Unterausschusses für Hochschulfragen im Kulturpolitischen Ausschuss des Hauptvorstandes der CDU. Während dieser Zeit entwickelte er eine umfassende publizistische Tätigkeit für das Zentralorgan Neue Zeit der Ost-CDU, den Fortschritt, Organ des Landesverbandes der Ost-Berliner CDU, und über die Pressestelle beim Hauptvorstand der CDU für die Landeszeitungen der Partei in der SBZ. Von 1951 an war er wissenschaftlicher Mitarbeiter, zuletzt Oberreferent am Deutschen Pädagogischen Zentralinstitut Berlin. Seit 1952 war er Mitarbeiter der CDU-Parteileitung und als Hauptreferent nacheinander für die Referate Schulung, Kultur und Kirchenfragen zuständig. 1954 kam es zu Auseinandersetzungen mit dem Generalsekretär Gerald Götting und Bredendiek wurde aus politischen Gründen fristlos entlassen. Nach einer einjährigen Tätigkeit im Schuldienst in seinem Heimatort, dem uckermärkischen Gramzow, wurde er 1955 Mitarbeiter und 1956 Sekretär des Friedensrates der DDR, in dessen Präsidium er bis 1967 blieb. Während seiner Tätigkeit kam er in Kontakt unter anderem mit Martin Niemöller, Renate Riemeck, Helmut Gollwitzer und Friedrich-Wilhelm Marquardt. In dieser Zeit untersuchte er Struktur und Wirkungsweise des deutschen Protestantismus des 19. und 20. Jahrhunderts, insbesondere dessen Auswirkungen auf die nicht-proletarischen, demokratischen und christlichen Friedensbewegungen. Die Ergebnisse dieser Untersuchungen übernahmen der Weltfriedensrat und die Christliche Friedenskonferenz für ihre Studienarbeit. Im Jahre 1963 beauftragte ihn das Internationale Institut für den Frieden in Wien mit der Erforschung und Darstellung von Leben und Werk Bertha von Suttners. Für den Weltfriedensrat wurden die Ergebnisse dieser Arbeit eine Grundlage für die Würdigung dieser Pazifistin zu ihrem 50. Todestag.
Emil Fuchs beriet und förderte Bredendiek bei seiner Arbeit. Von Emil Fuchs und Erich Hertzsch wurde er für die Aufnahme in eine wissenschaftliche Aspirantur an der Theologischen Fakultät der Humboldt-Universität vorgeschlagen, die er 1967 antrat. Im Mai 1971 wurde er dort zum Doktor der Theologie mit dem Prädikat magna cum laude promoviert. Seit 1972 besaß er die Lehrbefähigung für Neuere und Neueste Kirchengeschichte und wurde umgehend auf eine Dozentur für Kirchengeschichte zuerst an der Ernst-Moritz-Arndt-Universität in Greifswald und noch im gleichen Jahr an der Theologischen Fakultät der Martin-Luther-Universität in Halle berufen. 1983 erfolgte die Umberufung an die Humboldt-Universität zu Berlin, an der er bis zu seinem Tod 1984 wirkte.

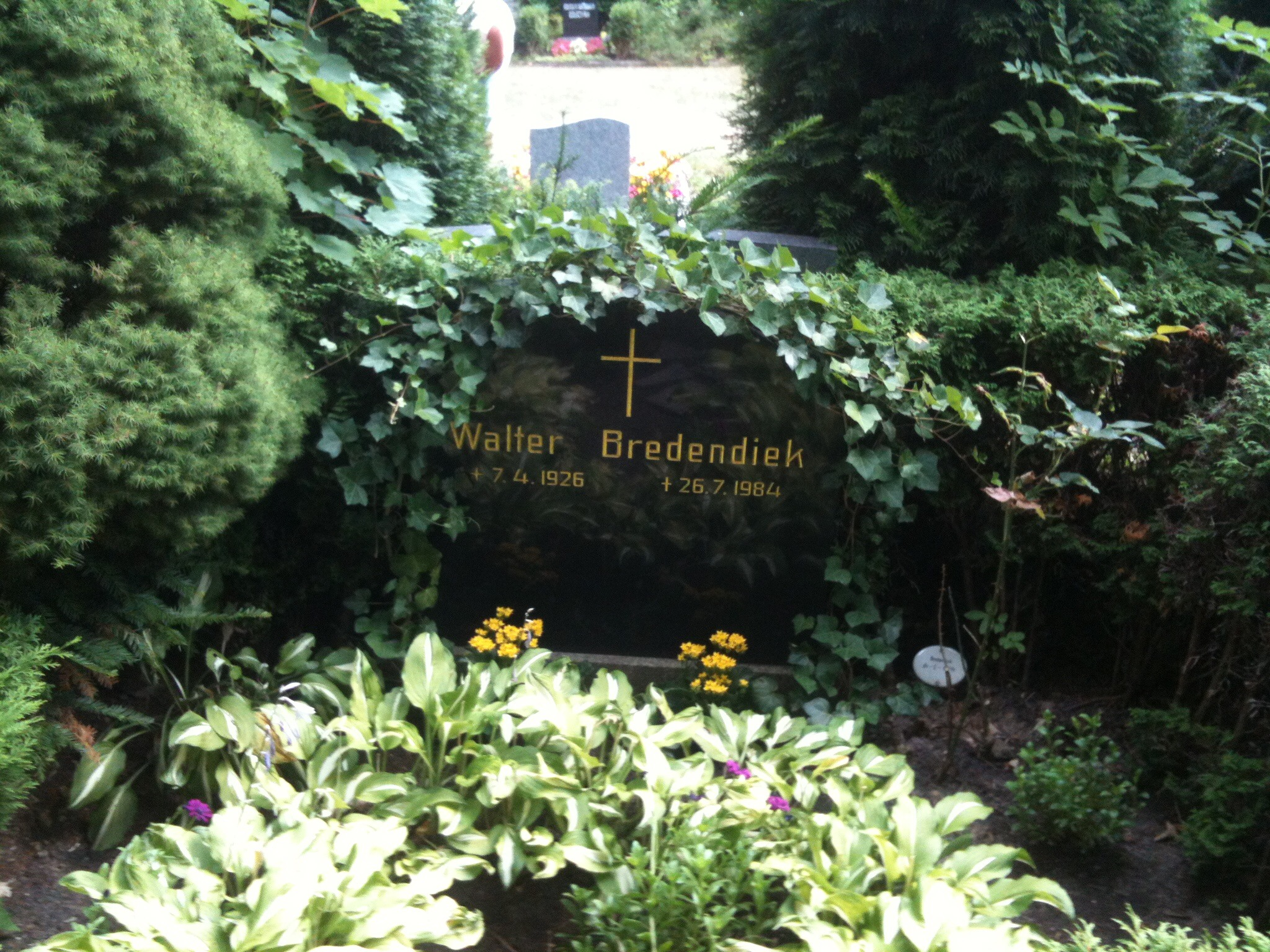
Grabstelle von Walter Bredendiek auf dem Friedhof Georgen-Parochial II in Berlin-Friedrichshain

Bredendiek war Mitglied im FDGB, in der DSF, in der FDJ, im Kulturbund und in der CDU der DDR, deren Hauptvorstand er von 1958 bis 1968 angehörte. Seit deren Gründung 1958 war er Mitglied der Christlichen Friedenskonferenz, wurde Mitglied ihres DDR-Regionalausschusses und der Internationalen Kommission der CFK für europäische Sicherheit. Seit ihrer Gründung gehörte er zum Herausgeberkreis der evangelischen Zeitschrift Standpunkt. Auf Reisen auch in das westliche Ausland referierte er auf wissenschaftlichen Tagungen und Kolloquien. Mit der kirchlichen Einrichtung der Evangelischen Akademie war Walter Bredendiek eng verbunden. Darüber hinaus erhielt er Einladungen an Theologische Fakultäten, zu Pfarrkonventen, Gemeindeseminaren u. a., um dort zu referieren.
Bredendiek war verheiratet mit einer Lehrerin und Vater von drei Söhnen und einer Tochter.
Nach seinem Tod wurde seine Privatbibliothek mit circa 4000 Bänden zu Geschichte, Kirchengeschichte, Theologie und Ökumene als Depositum dem Berliner Missionswerk überlassen.
Sein schriftlicher Nachlass wird seit 2022 von der Konrad-Adenauer-Stiftung verwaltet und ist durch ein Findbuch erschlossen.

## Ehrungen
- Vaterländischer Verdienstorden der DDR in Bronze
- Verdienstmedaille der DDR
- Medaille für ausgezeichnete Leistungen
- Medaille 30. Jahrestag der Gründung der DDR
- Pestalozzi-Medaille für treue Dienste in Bronze
- Carl-von-Ossietzky-Medaille
- Deutsche Friedensmedaille
- Anerkennungsplakette des Weltfriedensrates
- Otto-Nuschke-Ehrenzeichen in Silber
- Ehrennadel der Gesellschaft für Deutsch-Sowjetische Freundschaft in Silber

## Schriften
- Christliche Sozialreformer des 19. Jahrhunderts. Koehler & Amelang, Leipzig 1953
- Der ewige Friede: Traum – Hoffnung – Möglichkeit. Friedensideen und Friedensbewegungen der Vergangenheit. Schriftenreihe Unsere Information Heft 4, Deutscher Friedensrat, Berlin 1960
- Die Friedensappelle deutscher Theologen von 1907/1908 und 1913., Hefte aus Burgscheidungen Nr. 97, Burgscheidungen 1963
- Emil Fuchs und die Anfänge des Christlichen Arbeitskreises im Friedensrat der Deutschen Demokratischen Republik, Hefte aus Burgscheidungen Nr. 112, Burgscheidungen 1964
- Reflektierte Geschichte, Eine Dokumentation. Hefte aus Burgscheidungen Nr. 142, Burgscheidungen 1965
- Irrwege und Warnlichter: Anmerkungen zur Kirchengeschichte der neueren Zeit. In: Evangelische Zeitstimmen 24. Mit einem Geleitwort von Helmut Gollwitzer, Hamburg-Bergstedt 1966
- Zwischen Revolution und Restauration: Zur Entwicklung im deutschen Protestantismus während der Novemberrevolution und in der Weimarer Republik. Hefte aus Burgscheidungen Nr. 171, Burgscheidungen 1969
- Bertha von Suttner – Vorkämpferin für eine Welt ohne Krieg, Stimme der Humanität in unmenschlicher Zeit. In: Ann-Charlott Settgast: Wagnis einer Frau. Berlin: 1967, S. 231–246.
- Kirchengeschichte von „links und von unten“. Studien zur Kirchengeschichte des 19. und 20. Jahrhunderts aus sozialhistorischer Perspektive. (PDF; 1,9 MB), Leonhard-Thurneysser-Verlag 2011 ISBN 978-3-939176-83-1